# Dromiciops bozinovici
Dromiciops bozinovici (дромер Божиновича) — вид сумчастих ссавців. 

## Таксономія
Вид виділений з таксону Dromiciops gliroides. У результаті досліджень встановлено, що D. gliroides має глибоку філогеографічну структуру з 3 алопатричними та високодиференційованими групами. Взяті разом, морфологічні та молекулярні дані вказують на існування 2 невизнаних безіменних видів. За ознаками черепа та зубів можна легко відрізнити види Dromiciops. Dromiciops mondaca є ендеміком Чилі, D. bozinovici проживає в Аргентині й Чилі. D. gliroides s.s. обмежується південною частиною поширення роду, включаючи острів Чілое.

## Морфологія
Шерсть на спині коричнева з темно-коричневою плямою від чола до крупа, що поширюється на плечі, лопатку, боки та стегна; черевне хутро блідо-біле з волоссям темно-сірої основи. Бічний профіль черепа сплющений; рострум потовщений, короткий, усічений, бічні сторони рострума прямі, передчелюсний відросток рострума звужений або закруглений. Верхні ікла короткі, перший верхній премоляр невеликий. Глибоке заціпеніння або сплячка Dromiciops було вперше охарактеризовано на D. bozinovici. Тривалість періодів заціпеніння збільшується зі зниженням температури навколишнього середовища, коливаючись від 10 годин при 20°C до 120 годин при 12.5°C.

## Поширення та стиль життя
Dromiciops bozinovici проживає в регіонах Біо-Біо та Арауканія Чилі та в прилеглих районах аргентинської провінції Неукен. Населяє різноманітні типи лісів, серед яких переважає Nothofagus dombeyi з підліском Chusquea coleou, з домішками Peumus boldus, Aextoxicon punctatum і Persea lingue.
Гнізда D. bozinovici нагадують гнізда птахів і можуть бути сферичними або яйцеподібними, розміщені на висоті приблизно 1 або 2 м над землею і зроблені з листя. Хижаками для виду є Philodryas chamissonis (для молодих D. bozinovici), Puma concolor, Strix rufipes.

## Етимологія
Видовий епітет вшанує Франциско «Панчо» Божиновича (Francisco „Pancho“ Bozinovic), чилійського еволюційного фізіолога.